# Jönköping
Jönköping város Svédországban, Småland tartományban, Jönköping megye és Jönköping község székhelye. 84 423 lakosával Svédország 9-ik legnagyobb városa.

## Földrajz
Jönköping, a Vättern-tó déli partján Östergötland és Vastergötland tartomány között, valamint a Nissan és a Lagan folyó kereszteződésénél helyezkedik el. Kedvező fekvése miatt sok éve Svédország egyik fontos kereskedelmi központja.

## Népesség
A település népességének változása:
| Lakosok száma | 66 875 | 71 033 | 80 693 | 125 154 | 95 008 | 96 104 | 97 996 | 99 373 | 100 579 | 103 032 |
|               | 1960   | 1965   | 1970   | 2009    | 2016   | 2017   | 2018   | 2019   | 2020    | 2023    |

| Hónap                         | Jan. | Feb. | Már. | Ápr. | Máj. | Jún. | Júl. | Aug. | Szep. | Okt. | Nov. | Dec. | Év  |
| ----------------------------- | ---- | ---- | ---- | ---- | ---- | ---- | ---- | ---- | ----- | ---- | ---- | ---- | --- |
| Átlagos max. hőmérséklet (°C) | −1,1 | −0,5 | 3,0  | 8,5  | 15,2 | 19,6 | 20,5 | 19,6 | 14,7  | 9,8  | 4,0  | 0,6  | 9,5 |
| Átlaghőmérséklet (°C)         | −3,6 | −3,8 | −0,9 | 3,7  | 9,6  | 13,9 | 15,0 | 14,1 | 10,2  | 6,4  | 1,5  | −2,0 | 5,4 |
| Átlagos min. hőmérséklet (°C) | −6,6 | −7,3 | −4,6 | −1,1 | 3,6  | 7,6  | 9,4  | 8,7  | 6,0   | 3,1  | −1,2 | −5,1 | 1,1 |
| Átl. csapadékmennyiség (mm)   | 48   | 31   | 38   | 37   | 46   | 52   | 73   | 63   | 71    | 63   | 66   | 53   | 641 |
| Forrás: Hong Kong Observatory |      |      |      |      |      |      |      |      |       |      |      |      |     |

## Történelem
Jönköping egyike Svédország legrégebbi városainak. A városi rangot 1284. május 18-án kapta meg Magnus Lådulas királytól, aki ebben az időben a Vättern legnagyobb szigetéről, Visingsöről uralta az országot. A város nevében a „Jön” szó a „Junebäcken”-ből ered amely egy kis halászkikötő a város nyugati részén. Ezen a helyen telepedtek le először a térségben. A „köping” szó jelentése pedig piac, kereskedelmi központ.
Azonban a város, fekvése miatt könnyen bevehető volt a külföldiek számára, főként a dánoknak, akik délről a vízi utakon át könnyen eljutottak idáig. Nem csoda hogy ebben az időben Svédország három mai megyéje Halland, Blekinge és Skåne is Dániához tartozott. A várost, a 16-ik századbeli megerősítése előtt néhányszor kifosztották és felgyújtották.

## Gazdaság
Jönköping városa főleg a gyufagyártásról ismert. Napjainkban azonban Svédország logisztikai központja, számos vállalat központi raktára található itt (IKEA, Electrolux és Husqvarna)

## Személyek
- Viktor Rydberg (1828–1895), író, kultúrtörténész
- Gustaf Rosenquist (1887–1961), tornász
- Helge Bäckander (1891–1958), tornász
- Fabian Biörck (1893–1977), tornász
- Dag Hammarskjöld (1905–1961), második ENSZ-főtitkár és Nobel-békedíjas
- Göran Malmqvist (1924–2019), sinológus
- Carl von Essen (1940–2021), párbajtőrvívó
- Vladimir Oravsky (* 1947), svéd író és rendező
- Agnetha Fältskog (* 1950), ABBA tgja
- David F. Sandberg (* 1981), filmkészítő
- Karl Svensson (* 1984), labdarúgó
- Filippa Idéhn (* 1990), kézilabdázó
- Amy Diamond (* 1992), popénekesnő